# Daniel Andersson (fotbollsspelare född 1977)
Daniel Jerry Andersson, född 28 augusti 1977 i Lund, är en svensk före detta fotbollsspelare som blev sportchef i Malmö FF inför säsongen 2014. Han är yngre bror till Patrik Andersson och son till Roy Andersson.

## Spelarkarriär

### Klubbkarriär
Han inledde sin karriär i skåneklubben Bjärreds IF, men gick 1995 till Malmö FF, och tog där en ordinarie plats som 18-åring. Han blev 1998 utlandsproffs i Italien och 22 år gammal erhöll Andersson kaptensbindeln i Bari. Han gjorde sig känd som en slitstark, spelskicklig mittfältare och förste straffläggare. 
Efter tre säsonger i Bari, där han spelade med Malmö FF-kompisen Yksel Osmanovski, blev större italienska klubbar intresserade däribland Inter. Daniel Andersson skrev på för Fiorentina. Men kontraktet fick brytas. Dagar innan seriepremiären, gick Florens-klubben i konkurs och fick inte köpa nya spelare. 
Istället blev det nykomlingen Venezia. Där blev han klubbkamrat med Joachim Björklund. Venedig-klubben åkte dock ur Serie A. Klubbens ägare Maurizio Zamparini svarade med att köpa en annan Serie B-klubb, Palermo på Sicilien. Han tog med sig 14 spelare från Venezia, däribland Andersson. Andersson ville däremot fortsätta att spela i Serie A, så han blev först utlånad till Chievo, och året efter blev det en utlåning till Ancona.I Ancona blev han en kort tid lagkamrat med Magnus Hedman.
Andersson blev löst från kontraktet med Palermo, som han tillhörde, utan att spelat en minut för klubben.
Han kom tillbaka till Malmö FF sommaren 2004 och blev lagkapten. Tillsammans med sin bror Patrik vann de SM-Guld med MFF 2004. Efter att ha spelat som defensiv innermittfältare större delen av sin karriär omskolades han till mittback inför säsongen 2010. Han skrev kontrakt med Malmö FF till och med 2013.

### Landslagskarriär
Daniel Anderssons debut i A-landslaget var mot Thailand i Bangkok 11 februari 1997. I EM 2000 fick han starta första matchen mot Belgien, och ett kort inhopp i sista matchen mot Italien. Han gjorde sitt första mästerskap men blev en av syndabockarna i och med landslagets misslyckade slutspel. I den avgörande gruppspelsmatchen tappade han bollen till Alessandro Del Piero som kontrade in 2-1 till Italien två minuter från full tid.
I VM 2006 fick han göra ett sent inhopp i matchen mot England. I EM 2008 startade Andersson alla 3 gruppspelsmatcherna. 14 oktober 2009 spelade han sin sista landskamp i VM-kvalmatchen mot Albanien. 15 oktober 2009 meddelade Daniel Andersson att han slutade i landslaget.

## Efter spelarkarriären

### Assisterande tränare
Efter säsongen 2011 sa Andersson att han lägger fotbollskarriären på hyllan och blir defensiv tränare i Malmö FF men han spelade ändå i 16 matcher året efter. I november 2012 meddelade Andersson officiellt att han spelat sin sista match och att han enbart blir assisterande tränare.
1 juni 2013 gjorde Andersson en tillfällig comeback i Malmö FF då laget saknade flera ordinarie backar och mittfältare. Han spelade 73 minuter bortaplan mot Brommapojkarna, Malmö vann med 3-1.
Sista matchen samma år byttes Andersson in i den 84:e minuten för att avtackas. Malmö FF hade redan säkrat det allsvenska guldet och han fick tröjnummer 460 då detta var hans 460:e match för Malmö FF. Publiken skanderade Daniel Andersson och han utsågs till matchens spelare av matchsponsorn.

### Sportchef
Inför säsongen 2014 presenterades Daniel Andersson ny som sportchef för Malmö FF Han efterträdde Per Ågren.

## Meriter
- Utsedd till årets mittfältare 1997
- Landskamper: 17 U21, 74 A
- EM 2000, 2008
- VM 2002, 2006
- SM-guld 2004
- SM-guld 2010
- SM-guld 2013
- SM-guld 2014 som sportchef
- SM-guld 2016 som sportchef
- SM-guld 2017 som sportchef
- SM-guld 2020 som sportchef
- SM-guld 2021 som sportchef
- SM-guld 2023 som sportchef
- Cup-guld 2022 som sportchef
- SM-guld 2024 som sportchef
- Cup-guld 2024 som sportchef
- Champions League gruppspel med Malmö säsongen 14/15, 15/16 och 20/21

## Seriematcher / mål
- 2013: 2 / 0
- 2012: 16 / 1
- 2011: 25 / 0
- 2010: 30 / 5
- 2009: 26 / 1
- 2008: 24 / 3
- 2007: 23 / 4
- 2006: 25 / 3
- 2005: 25 / 2
- 2004: 11 / 0